# NK Rogaška
NK Rogaška – słoweński klub piłkarski z siedzibą w Rogaškiej Slatinie, założony w 1999 roku. Swoje mecze rozgrywa na stadionie miejskim w Rogaškiej Slatinie. W sezonie 2022/2023 klub zajął pierwsze miejsce w 2. SNL i awansował do Prvej ligi. W pierwszej kolejce Prvej ligi drużyna przegrała na wyjeździe z NK Bravo 0:2. Pierwsze zwycięstwo w Prvej lidze drużyna zanotowała 16 września 2023, pokonując na wyjeździe NK Aluminij 2:1. Ostatecznie w sezonie 2023/2024 klub zakończył rywalizację na ósmym miejscu, jednakże nie otrzymał licencji na grę w 1. SNL i został zdegradowany do drugiej ligi, ostatecznie jednak zaczynając kolejny sezon od czwartego poziomu rozgrywkowego. Ponadto drużyna wygrała Puchar Słowenii, pokonując w finale ND Gorica po serii rzutów karnych.
Klub został założony kilka miesięcy po upadku NK Steklar mającego siedzibę w tym samym mieście. Do 1993 roku grał on w Prvej lidze, a po spadku zaczął mieć problemy finansowe.

## Osiągnięcia
- Puchar Słowenii: 2023/24